# Marquesat de Benavent
Marquès de Benavent és un títol nobiliari concedit el 1703 per Felip V a Martí de Sabater i d'Agullana, senyor de Benavent de Segrià.
Després de la mort de Martí de Riquer i de Comelles (Barcelona, 1820 - Torre Bassols, 1888), el seu fill Alexandre de Riquer i Ynglada renuncià al títol a favor de Lluís de Sentmenat i de Sentmenat.
Fins a finals del segle xix, eren possessions dels marquesos de Benavent el castell de Palau-sator, amb el seu terme, els llocs de Fontclara i Sant Feliu de Boada, el castell de Malacara i la torre Bassols, entre d'altres.

## Titulars
- Martí de Sabater i d'Agullana (-1711): 1r marquès de Benavent
- Anton de Sabater i de Copons (-1744): 2n marquès de Benavent
- Maria-Teresa de Sabater i d'Alemany (?-1750): 3a marquesa de Benavent
- Felip-Marià de Riquer i de Sabater (1713-1794): 4t marquès de Benavent
- Francesc de Borja de Riquer i de Ros (1768-1849): 5è marquès de Benavent
- Martí de Riquer i de Comelles (1820-1888): 6è marquès de Benavent, 6è comte de Casa Dávalos
- Lluís de Sentmenat i de Sentmenat (-1935): 7è marquès de Benavent
- Fèlix de Sentmenat i Güell (1908-1975): 8è marquès de Benavent, 10è marquès de Castelldosrius, Gran d'Espanya, 3r marquès d'Orís, 26è baró de Santa Pau
- Joan de Sentmenat i de Urruela (1936-): 9è marquès de Benavent